# Hapișkivka, Sosnîțea
Hapișkivka (în ucraineană Гапішківка) este un sat în comuna Zahrebellea din raionul Sosnîțea, regiunea Cernihiv, Ucraina.

## Demografie
Componența lingvistică a localității Hapișkivka
     Ucraineană (100%)
Conform recensământului din 2001, toată populația localității Hapișkivka era vorbitoare de ucraineană (100%).